# تكسلت

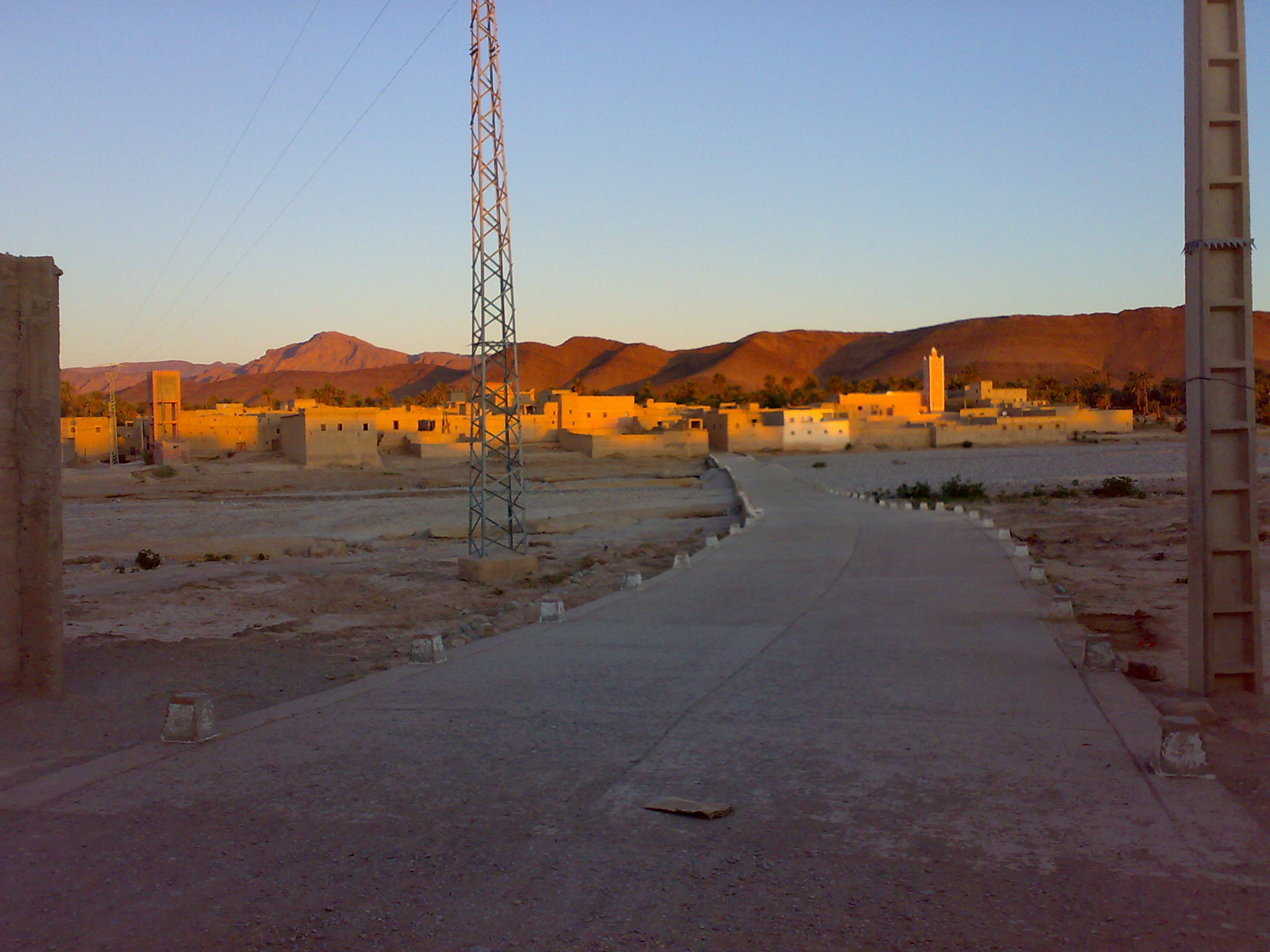
صورة لمدشر تكسلت طاطا

تكسلت هو مدشر ضمن النفوذ الترابي لعمالة إقليم طاطا التابع لجهة سوس ماسة بالمغرب.